# مرکز روان‌پزشکی منهتن
مرکز روان‌پزشکی منهتن (انگلیسی: Manhattan Psychiatric Center) یک بیمارستان روان‌پزشکی دولتی نیویورک است که در جزیره واردز شهر نیویورک واقع شده است. این مرکز در سال ۲۰۰۹، مجوز ۵۰۹ تخت بیمار را دریافت کرد ولی تنها حدود ۲۰۹ بیمار را در آنجا نگهداری کرد. بیمارستان فعلی ۱۷ طبقه است. ساختمان این بیمارستان شباهت بسیاری به ساختمان مرکز روان‌پزشکی کریدمور در کویینز دارد.